# 塞夫尔河畔拉波姆赖
塞夫尔河畔波姆赖（法語：La Pommeraie-sur-Sèvre，法語發音：[la pɔmʁɛ syʁ sɛvʁ]）是法国卢瓦尔河地区大区旺代省的一个旧市镇，位于该省东北部，属于丰特奈勒孔特区。2016年1月1日，塞夫尔河畔波姆赖和相邻的另外3个市镇合并为新市镇塞夫勒蒙（Sèvremont）。

## 地理
塞夫尔河畔拉波姆赖（46°50'14"N, 0°46'32"W）面积15.56 平方千米，位于法国卢瓦尔河地区大区旺代省，该省份为法国西部沿海省份，北起大西洋卢瓦尔省和曼恩-卢瓦尔省，西临大西洋，南至滨海夏朗德省，东部及东南部与德塞夫勒省接壤。
与塞夫尔河畔拉波姆赖接壤的市镇（或旧市镇、城区）包括：塞夫尔河畔圣阿芒、普佐日、圣梅曼。
塞夫尔河畔拉波姆赖的时区为UTC+01:00、UTC+02:00（夏令时）。

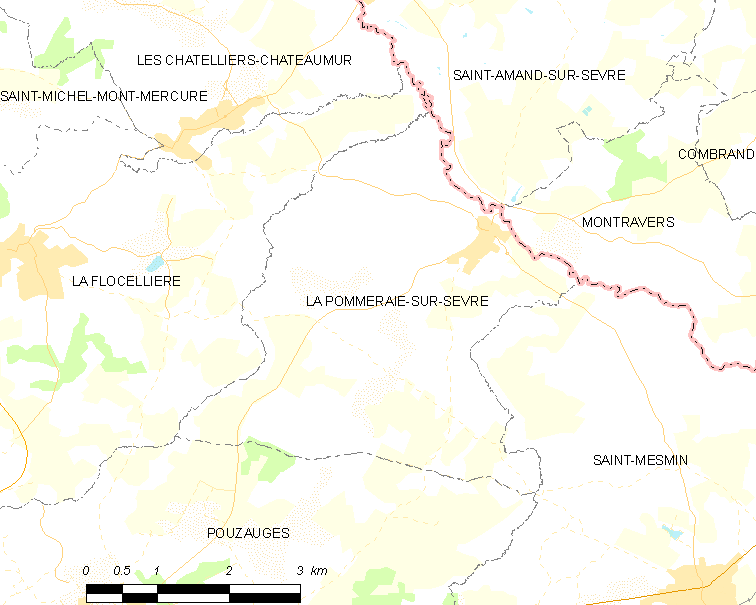
塞夫尔河畔拉波姆赖的OSM定位图

## 行政
塞夫尔河畔拉波姆赖的邮政编码为85700，INSEE市镇编码为85180。

## 政治
塞夫尔河畔拉波姆赖所属的省级选区为莱塞比耶县。

## 人口

1962-2008年间塞夫尔河畔拉波姆赖人口变化图示

塞夫尔河畔拉波姆赖于2018年1月1日时的人口数量为985人。